# Dorcadion rizeanum
Dorcadion rizeanum är en skalbaggsart som först beskrevs av Stefan von Breuning och Jean François Villiers 1967.  Dorcadion rizeanum ingår i släktet Dorcadion och familjen långhorningar. Inga underarter finns listade i Catalogue of Life.